# 克里斯蒂娜河
克里斯蒂娜河（英語：Christina River）是特拉華河的一条支流，长约35英里（56公里），大部分位于美国特拉华州的北部，也有小部分流经宾夕法尼亚州的东南部和马里兰州的东北部。在特拉华州威尔明顿注入特拉華河，并形成城市的港口。